# Mohammed Muntari
Mohammed Muntari, né le 20 décembre 1993 à Kumasi au Ghana, est un footballeur international qatarien, possédant également la nationalité ghanéenne. Il évolue au poste d'attaquant.

## Carrière

### En club
Mohammed Muntari rejoint le Lekhwiya SC lors de l'été 2015.

### En sélection
Il honore sa première sélection le 27 décembre 2014 lors d'un match amical contre l'Estonie. C'est lors de cette rencontre qu'il inscrit son premier but en sélection.
Le 3 septembre 2015, il inscrit un triplé contre le Bhoutan. Ce match remporté sur le large score de 15-0 rentre dans le cadre des éliminatoires du mondial 2018.
Le 11 novembre 2022, il est sélectionné par Félix Sánchez Bas pour participer à la Coupe du monde 2022.
Le 25 novembre 2022 contre le Sénégal, il devient le premier joueur à marquer en Coupe du monde pour le Qatar.

## Statistiques
| Saison                | Club                  | Championnat           | Championnat | Championnat | Coupe(s) nationale(s) | Coupe(s) nationale(s) | Compétition(s) continentale(s) | Compétition(s) continentale(s) | Compétition(s) continentale(s) | Qatar Crown Prince Cup | Qatar Crown Prince Cup | Sheikh Jassim Cup | Sheikh Jassim Cup | Qatar | Qatar | Total | Total |
| Saison                | Club                  | Division              | M.          | B.          | M.                    | B.                    | Comp.                          | M.                             | B.                             | M.                     | B.                     | M.                | B.                | M.    | B.    | M.    | B.    |
| 2012-2013             | El Jaish SC           | Qatar Stars League    | 1           | 0           | 0                     | 0                     | LC                             | 1                              | 0                              | 0                      | 0                      | 0                 | 0                 | -     | -     | 2     | 0     |
| 2013-2014             | El Jaish SC           | Qatar Stars League    | 20          | 9           | 4                     | 2                     | LC                             | 7                              | 2                              | 0                      | 0                      | 0                 | 0                 | -     | -     | 31    | 13    |
| 2014-2015             | El Jaish SC           | Qatar Stars League    | 24          | 9           | 0                     | 0                     | LC                             | 2                              | 0                              | 1                      | 1                      | 0                 | 0                 | 10    | 1     | 37    | 11    |
| Sous-total            | Sous-total            | Sous-total            | 45          | 18          | 4                     | 2                     | -                              | 10                             | 2                              | 1                      | 1                      | 0                 | 0                 | 10    | 1     | 70    | 24    |
| 2015-2016             | Lekhwiya SC           | Qatar Stars League    | 16          | 1           | 0                     | 0                     | LC                             | 5                              | 2                              | 1                      | 0                      | 0                 | 0                 | 6     | 5     | 28    | 8     |
| 2016-2017             | Lekhwiya SC           | Qatar Stars League    | 6           | 1           | -                     | -                     | -                              | -                              | -                              | -                      | -                      | 1                 | 0                 | -     | -     | 7     | 1     |
| Sous-total            | Sous-total            | Sous-total            | 22          | 2           | 0                     | 0                     | -                              | 5                              | 2                              | 1                      | 0                      | 1                 | 0                 | 6     | 5     | 35    | 9     |
| Total sur la carrière | Total sur la carrière | Total sur la carrière | 67          | 20          | 4                     | 2                     | -                              | 15                             | 4                              | 2                      | 1                      | 1                 | 0                 | 16    | 6     | 105   | 33    |

## Palmarès
- Coupe Crown Prince de Qatar en 2016 avec le Lekhwiya SC.
- Championnat du Qatar en 2017 avec le Lekhwiya SC.